# Bitterdoll
Bitterdoll fue una banda estonia de rock formada en 2008 y separada en el 2010 originaria de la ciudad de Tallin. 
El grupo nunca saco material discográfico de forma oficial, pero realizó 1 álbum demo en el 2009 titulado "High on Life" y 1 álbum en vivo realizado ese mismo año.

## Historia
El grupo únicamente lanzó 1 álbum demo titulado "High on Life" (2009) y únicamente 2 años de carrera musical, es considerado uno de los mejores grupos de rock de la década del 2000 del rock estonio pero igual considerado en la actualidad como un grupo de culto ya que no alcanzó un éxito esperado, La banda poco después se separó, siguieron rumbos diferentes y los miembros se separaron en abril del 2010.
El grupo es conocido por sencillos como "I Fell In Love With Love" del demo "High on Life" (2009) y "High on Life" del mismo álbum.

## Integrantes

### Exintegrantes
- Annika - vocalista, guitarra (2008 - 2010)
- Gleb - guitarra (2008 - 2010)
- Max - bajo (2008 - 2010)
- Serzhant - batería (2008 - 2010)

## Discografía

### Demostraciones
- 2009: "High on Life"

### Recopilaciones
- 2009: "Tapper:Live 22.04.09"

### Sencillos
- "I Feel In Love With Love"
- "High on Life"